# Gilden Kölsch Brauerei
 (avril 2021).
Si vous disposez d'ouvrages ou d'articles de référence ou si vous connaissez des sites web de qualité traitant du thème abordé ici, merci de compléter l'article en donnant les références utiles à sa vérifiabilité et en les liant à la section « Notes et références ».
La Gilden Kölsch Brauerei est une brasserie à Cologne-Mülheim. Elle appartient à Haus Kölscher Brautradition Gmbh et fait partie du groupe Radeberger.

## Histoire
Gilden Kölsch remonte à une brasserie de la veuve Franz Lülsdorf à partir de 1863, qui est reprise en 1869 par le brasseur Michael Greven. Il épouse Wilhelmine Roleff en 1870 et meurt en 1880. En 1882, sa veuve épouse son brasseur Adam Balsam, un parent de son mari décédé. En 1890, la nouvelle brasserie Balsam OHG est construite dans la Bergisch Gladbacher Strasse 122-134 à Cologne-Mülheim. En raison de la baisse des ventes de bière après la Première Guerre mondiale, en 1919, la Balsam Brewery AG et la Bergische Löwen Brewery AG fusionnent pour former Balsam Bergische Löwen-Brauerei AG.
La brasserie est reprise en 1967 par la Dortmunder Union-Brauerei (DUB) (à partir de 1988, Brau und Brunnen). Elle est renommée en juillet 2002 Kölner Verbund Brauereien GmbH & Co KG. En 2011, elle est rebaptisée Haus Kölscher Brautradition.
Depuis 1998, elle est un sponsor des Kölner Haie.